# Plesnois
Plesnois is een gemeente in het Franse departement Moselle in de regio Grand Est en telt 741 inwoners (2005).

## Geschiedenis
Tussen 1915 en 1917 werd voor de plaats de verduitste naam Plenach gebruikt en tussen 1917 en 1918 Plenau. Tussen 1940 en 1944 werd opnieuw de naam Plenach gebruikt.
De gemeente maakt desinds 22 maart 2015 deel uit van het kanton Rombas. Daarvoor hoorde het bij het kanton Marange-Silvange, dat toen opgeheven werd. Het arrondissement Metz-Campagne fuseerde met het arrondissement Metz-Ville tot het huidige arrondissement Metz.

## Geografie
De oppervlakte van Plesnois bedraagt 3,1 km², de bevolkingsdichtheid is 239,0 inwoners per km².
De onderstaande kaart toont de ligging van Plesnois met de belangrijkste infrastructuur en aangrenzende gemeenten.

## Demografie
Onderstaande figuur toont het verloop van het inwonertal (bron: INSEE-tellingen).